# Порт Муди
Порт Муди (енгл. Port Moody) је град у Канадиу саставу Метро Ванкувера у покрајини Британска Колумбија. Према резултатима пописа 2011. у граду је живело 32.975 становника.

## Становништво
Према резултатима пописа становништва из 2011. у граду је живело 32.975 становника, што је за 19,9% више у односу на попис из 2006. када је регистровано 27.512 житеља.
| 2006.  | 2011.  |
| ------ | ------ |
| 27.512 | 32.975 |